# Gerhard J. Bellinger
Gerhard J. Bellinger (Bochum, 11 marzo 1931 – Bonn, 20 giugno 2020) è stato uno storico delle religioni e teologo tedesco, professore emerito di studi religiosi all'Università tecnica di Dortmund.

## Opere
- Der Catechismus Romanus und die Reformation. Die katechetische Antwort des Trienter Konzils auf die Haupt-Katechismen der Reformatoren. Paderborn 1970; Nachdruck: Olms, Hildesheim / Zürich / New York 1987, ISBN 3-487-07849-X (Zugleich Dissertation an der Universität Münster 1966).
- Bibliographie des Catechismus Romanus Ex Decreto Concilii Tridentini ad Parochos (1566–1978). Koerner, Baden-Baden 1983, ISBN 3-87320-087-2 (= Bibliotheca bibliographica Aureliana, Band 87).
- Knaurs Großer Bibelführer. Droemer Knaur, München 1985, ISBN 3-426-26220-7.
- Knaurs Großer Religionsführer. 670 Religionen, Kirchen und Kulte. Droemer Knaur, München 1986, ISBN 3-426-26221-5.
  - Enciclopedia delle religioni: Dai culti della preistoria al Cristianesimo e all'Islām, dalle grandi religioni orientali ai movimenti e ai gruppi più recenti, le divinità, i riti, i simboli di ogni tempo e paese. Milano: Garzanti 1989 ISBN 88-11-50454-6.
- Knaurs Lexikon der Mythologie. Knaur, München 1989; Neuausgabe als: Lexikon der Mythologie: über 3000 Stichwörter zu den Mythen aller Völker, Nikol, Hamburg 2012, ISBN 978-3-86820-138-3.
- Im Himmel wie auf Erden. Sexualität in den Religionen der Welt. Droemer Knaur, München 1993, ISBN 3-426-26502-8.
- Der erste Cathecismo von 1504 und sein Verfasser Diogo Ortiz des Vilhegas. In: Communio et sacramentum. Pamplona 2003, ISBN 84-8081-011-4, S. 201–219.
- Jesus: Leben – Wirken – Schicksal.  Norderstedt 2009, ISBN 978-3-8370-3964-1; E-Book 2012, ISBN 978-3-8448-8981-9.